# Tasiemiec nieuzbrojony
Tasiemiec nieuzbrojony (Taenia saginata), tasiemiec bydlęcy – gatunek tasiemca (Cestoda) z rzędu Cyclophyllidea. Pasożyt wewnętrzny człowieka, wywołujący chorobę zwaną tasiemczycą (teniozą, łac. tæniasis). Jest gatunkiem kosmopolitycznym, chociaż najczęściej występuje w krajach, w których spożywa się dużo surowego mięsa. W 2011 roku na całym świecie zakażonych tym pasożytem było około 70 milionów ludzi. Według ówczesnych szacunków chorobowość wynosiła: 4,5% wśród mieszkańców Meksyku, 1,4% wśród mieszkańców Filipin, 0,5% wśród mieszkańców USA i 0,3% wśród mieszkańców Szwajcarii. W tym samym czasie w Polsce odnotowywano nawet kilkaset przypadków tasiemczycy (z czego za 90% odpowiadał tasiemiec nieuzbrojony).

## Morfologia
Dojrzały osobnik jest białokremowy i mierzy 4–10 m długości (1000–2000 kwadratowych proglotydów). Jego gruszkowata główka (scolex) o średnicy 1–2 mm ma cztery półkoliste przyssawki. Nie ma natomiast ryjka ani haczyków (w przeciwieństwie do tasiemca uzbrojonego). Proglotydy rozrodcze mają około 12 mm szerokości, każdy z nich zawiera nieparzyste przedsionki płciowe. Po bokach proglotydów znajdują się pnie nerwowe oraz przewody wydalnicze. W tylnej części leżą natomiast: gruczoł żółtkowy, dwupłatowy jajnik, gruczoły Mehlisa i ootyp. Z tego ostatniego uchodzi ślepo zakończona, cewkowata macica oraz pochwa z kulistym zwieraczem, połączona z przedsionkiem pochwowym. Nad pochwą biegnie skręcony nasieniowód. Przednią (i kawałek bocznej) część każdego proglotydu wypełnia natomiast kilkaset pęcherzykowatych jąder. Proglotydy maciczne mają 16–20 mm długości i 5–7 mm szerokości, każdy z nich wypełnia silnie rozbudowana macica z 15–30 bocznymi odgałęzieniami po obu stronach. W każdej macicy znajduje się około 100 tysięcy jaj.

## Cykl życiowy

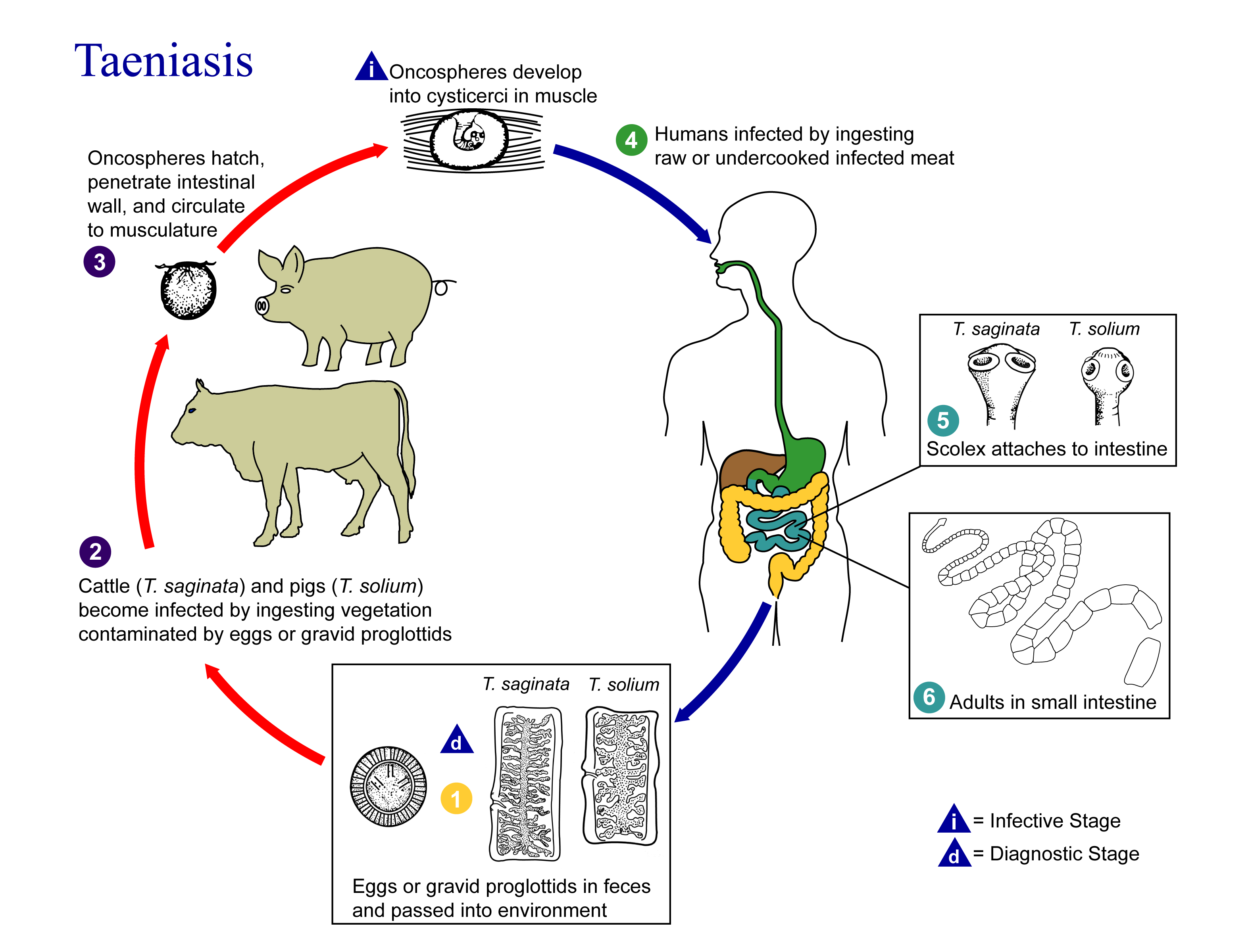
Cykl życiowy tasiemca nieuzbrojonego (T. saginata) i uzbrojonego (T. solium)

Żywicielem ostatecznym tasiemca nieuzbrojonego jest człowiek. Formą inwazyjną jest wągier (cysticercus bovis) o średnicy 3–16 mm, wypełniony płynem, w którym znajduje się inwaginowany skoleks pozbawiony haków. Do zakażenia żywiciela ostatecznego dochodzi drogą pokarmową, najczęściej poprzez spożycie wołowiny zawierającej wągry tasiemca. Zazwyczaj w zakażeniu uczestniczy tylko jeden osobnik, chociaż znane są również przypadki bardziej intensywne. W jelicie czczym przekształcają się one w formę dorosłą, która po 8–10 tygodniach osiąga pełną dojrzałość. Wówczas pasożyt zazwyczaj przemieszcza się 40–50 poniżej zgięcia dwunastniczo-czczego, gdzie może żyć nawet ponad 25 lat. Gatunek ten cechuje się także bardzo wysoką płodnością, każdy osobnik w ciągu miesiąca wytwarza około 49 milionów jaj, które (jeszcze w macicy) rozwijają się do pierwszego stadium larwalnego, jakim jest onkosfera z 3 parami haków embrionalnych. Otacza ją podwójna otoczka (embriofor), dzięki której larwa ta może przetrwać w środowisku zewnętrznym klimatu umiarkowanego nawet przez rok.
Dorosły osobnik każdego dnia wydala 6–9 proglotydów (rzadko więcej), które (poruszając się aktywnie) wydostają się wraz z kałem przez odbyt do środowiska zewnętrznego. Żywicielem pośrednim w większości przypadków jest bydło domowe, a niekiedy także inne zwierzęta trawożerne (renifery, antylopy, żyrafy lub wielbłądy). W ich przewodzie pokarmowym, pod wpływem soku żołądkowego i jelitowego oraz żółci, onkosfery wydostają się ze swoich otoczek i przenikają przez błonę śluzową do naczyń krwionośnych i limfatycznych, które rozprowadzają je do mięśni (zwłaszcza tych silnie ukrwionych) oraz w mniejszym stopniu również do wątroby, płuc, nerek i opon mózgowo-rdzeniowych. Po dotarciu do narządów docelowych, onkosfera przekształca się w wągra, którego pełny rozwój trwa 12–15 tygodni. Badania eksperymentalne dowiodły, że stadium to zachowuje żywotność w mięśniach żywiciela pośredniego przez co najmniej kilka miesięcy oraz maksymalnie 3 lata. Jeżeli przez ten czas wągier nie przedostanie się do organizmu żywiciela ostatecznego, umiera i ulega zwapnieniu lub zbliznowaceniu.